# Сан-Марино на зимних Олимпийских играх 1988
Сан-Марино принимало участие в Зимних Олимпийских играх 1988 года в Калгари (Канада), но не завоевало ни одной медали.

## Результаты

### Горнолыжный спорт
| Спортсмен          | Дисциплина        | 1-й спуск | 2-й спуск | Итог    | Итог  |
| Спортсмен          | Дисциплина        | Время     | Время     | Время   | Место |
| ------------------ | ----------------- | --------- | --------- | ------- | ----- |
| Рикардо Стаччини   | супергигант       |           |           | DSQ     | -     |
| Фабио Гуардини     | супергигант       |           |           | 2:06.59 | 51    |
| Никола Эрколани    | супергигант       |           |           | 1:59.70 | 45    |
| Франческо Карделли | гигантский слалом | 1:27.15   | 1:24.28   | 2:51.43 | 63    |
| Фабио Гуардини     | гигантский слалом | 1:24.40   | 1:22.15   | 2:46.55 | 60    |
| Рикардо Стаччини   | гигантский слалом | 1:21.89   | DNF       | DNF     | -     |
| Никола Эрколани    | гигантский слалом | 1:21.42   | 1:17.14   | 2:38.56 | 56    |
| Фабио Гуардини     | слалом            | DNF       | -         | DNF     | -     |
| Никола Эрколани    | слалом            | 1:32.97   | 1:05.85   | 2:38.82 | 45    |
| Франческо Карделли | слалом            | 1:20.40   | 1:14.81   | 2:35.21 | 44    |

### Лыжные гонки
| Спортсмен          | Дистанция      | Результат | Результат |
| Спортсмен          | Дистанция      | Время     | Место     |
| ------------------ | -------------- | --------- | --------- |
| Андреа Саммаритани | 15 км классика | 1:02:58.1 | 85        |
| Андреа Саммаритани | 30 км классика | 2:15:07.7 | 86        |